# NGC 5873
NGC 5873 é uma nebulosa planetária na direção da constelação de Lupus. O objeto foi descoberto pelo astrônomo Ralph Copeland em 1883, usando um telescópio refrator com abertura de 0 polegadas. Devido a sua moderada magnitude aparente (+11), é visível apenas com telescópios amadores ou com equipamentos superiores. 